# Кам'янська міська територіальна громада (Черкаська область)
Ка́м'янська міська громада — територіальна громада в Україні, в Черкаському районі Черкаської області. Адміністративний центр — місто Кам'янка.
Площа громади — 155,4 км², населення — 13 203 мешканці (2018).
Утворена 23 червня 2017 року шляхом об'єднання Кам'янської міської, Тимошівської та Юрчиської сільських рад Кам'янського району. Перші вибори відбулись 29 жовтня 2017 року. Згідно з розпорядженням Кабінету Міністрів України від 12.06.2020 № 728-р до складу громади були включені Баландинська сільська громада (утворена 2017 року зі складу Баландинської, Катеринівської, Коханівської та Радиванівської сільських рад), Лебедівська сільська громада (утворена 2017 року зі складу Вербівської, Лебедівської та Лузанівської сільських рад) та Грушківська, Косарська і Телепинська сільські ради.

## Склад
До складу громади входять:
| Населений пункт      | Населення, осіб (1989) | Населення, осіб (2001) |
| -------------------- | ---------------------- | ---------------------- |
| Баландине, село      | 1219                   | 1070                   |
| Богданівське, селище | 52                     | 31                     |
| Вербівка, село       | 879                    | 728                    |
| Грушківка, село      | 1533                   | 1222                   |
| Калинівка, селище    | 50                     | 31                     |
| Кам'янка, місто      | 16833                  | 15043                  |
| Катеринівка, село    | 601                    | 541                    |
| Копійчана, селище    | 87                     | 61                     |
| Косарі, село         | 2433                   | 2243                   |
| Коханівка, село      | 307                    | 257                    |
| Лебедівка, село      | 564                    | 529                    |
| Лузанівка, село      | 1139                   | 946                    |
| Олянине, село        | 205                    | 161                    |
| Радиванівка, село    | 639                    | 524                    |
| Телепине, село       | 2025                   | 1652                   |
| Тимошівка, село      | 821                    | 830                    |
| Юрчиха, село         | 1242                   | 1178                   |